# Geraldo (futebolista)
Hermenegildo da Costa Paulo Bartolomeu, mais conhecido como Geraldo (Luanda, 23 de Novembro de 1991), é um futebolista angolano-brasileiro, que atua como atacante. Atualmente defende o Ankaragücü, da Turquia.

## Carreira

### Primeiros anos
Geraldo nasceu em Angola, em Luanda no Bairro Sambizanga.
Desde muito cedo Geraldo demostrava uma habilidade incrivel jogando futebol nos campeonatos de rua sendo posteriormente visado por olheiros de diversas equipes.

### Coritiba
Chegou ao Coritiba por indicação de René Simões após passar por Rio Claro. O jogador teve grande destaque na Copa do Brasil de 2011, ao marcar um gol contra o Palmeiras, partida vencida pelo Coritiba pelo placar de 6 a 0.
Pelo Coxa, o atacante teve grandes atuações no clássico Atletiba. Nos últimos cinco confrontos entre as equipes, o angolano marcou quatro gols.
Em 2013, renova seu contrato por dois anos e consegue cidadania brasileira para seguir jogando no time da capital paranaense junto a outros estrangeiros.
Em janeiro de 2015, acertou sua rescisão com o Coritiba, após não ter muitas oportunidades em 2014, e com contrato até junho de 2015, pediu para diretoria e teve seu pedido aceito após 4 anos na equipe.

### Paraná Clube
Geraldo foi confirmado como o novo reforço do Paraná em 4 de julho de 2012. Geraldo veio da recuperação de uma entorse no tornozelo e foi pouco utilizado no time do Coritiba neste ano.

### Red Bull Brasil
Em fevereiro de 2015 Geraldo acertou com o Red Bull Brasil até o fim do campeonato paulista.

### Atlético Goianiense
Em junho de 2015 é contratado pelo Atlético Goianiense para a disputa da Série B de 2015.

### Primeiro de Agosto
Em dezembro de 2015, esteve a negociar contrato com o Petro de Luanda, chegando até a ser anunciado como reforço confirmado por algumas mídias  Contudo, as exigências financeiras do jogador eram excessivas para o clube e as partes não chegaram a um consenso positivo. Poucos dias depois, conseguiu acordo com o Primeiro de Agosto e foi anunciado oficialmente pelo clube e por conseguinte ajudou a equipe a vencer o Girabola 2016 numa disputa renhida com o anquirival Petro de Luanda sendo o campeonato decidido apenas na penultima jornada..

### Al-Ahly Sporting Club
Em Dezembro de 2018, Geraldo assina um contrato de quatro anos com a equipa de futebol egípcia, Al-Ahly Sporting Club. O acordo foi rubricado pelo Primeiro de Agosto, o Al Ahly e o jogador, numa cerimónia que contou com a presença do Presidente do Primeiro de Agosto, Carlos Hendrick, do vice-presidente para o futebol, Paulo Magueijo, do agente do atleta, Norberto de Castro, bem como do emissário do Al Ahly do Egipto, Abdel Hafiz.

## Selecção nacional
Em 2010, após a conquista do Campeonato Paranaense, Geraldo foi convocado por Angola para enfrentar o México em um amistoso no dia 13 de maio de 2010. Em 2013 participou do Campeonato Africano das Nações, jogando as 3 partidas que a seleção disputou no torneio.

## Títulos
Coritiba
- Campeonato Paranaense: 2010, 2011, 2012 e 2013
- Campeonato Brasileiro - Série B: 2010[19]

### 1º de Agosto
- Girabola: 2016
- Supertaça de Angola: 2017
- Girabola: 2017